# Fócio II de Constantinopla
Fócio II, Dimitrios Maniatis, foi Patriarca Ecumênico de Constantinopla de 1929 a 1936.
1. ↑  hmong.wiki. «Focio II de Constantinopla Biografíayenlaces externos». hmong.es (em tailandês). Consultado em 11 de abril de 2022